# شاندور برودی
شاندور برودی (مجاری: Sándor Bródy؛ ۱۵ اوت ۱۸۸۴ – ۱۹ آوریل ۱۹۴۴) بازیکن و مربی فوتبال اهل مجارستان بود.
از باشگاه‌هایی که در آن بازی کرده‌است می‌توان به باشگاه فوتبال فرنتس‌واروش اشاره کرد.
وی همچنین در تیم ملی فوتبال مجارستان بازی کرده‌است.